# Plateau von Djado
Das Plateau von Djado ist ein Gebirgsplateau, das im äußersten Nordosten des afrikanischen Staates Niger liegt. Das Plateau umfasst eine Fläche von etwa 60.000 km² und erreicht Höhen zwischen 400 und 1000 Metern über dem Meeresspiegel. Es wird umgeben von den Gebirgsmassiven des Tibesti im Osten, des Tassili n'Ajjer und Ahaggar im Nordwesten, dem Manguéni-Plateau im Norden und dem Tchigaï-Plateau im Osten, den großen Sandwüsten Ténéré im Südwesten und Grand Erg Du Bilma im Süden und bildet eine der nördlichen Grenzen des Tschadbeckens.
Das Plateau von Djado besteht geologisch größtenteils aus karbonatfreien Sand- und Basaltstein, deren Entstehung sich bis in die Erdzeitalter des Kambrium und Mesozoikum zurückverfolgen lässt. Das in zahlreichen Schichtstufen aufgebaute Plateau ist stark verkarstet und wird von den Enneris Blaka, Achelouma, Domo, Yentas, Lobozédé, Tardijé und Odri Kolo Kaya durchzogen, die sich tief in das Gestein des Plateaus eingeschnitten haben. Im Osten des Plateaus finden sich zahlreiche glattgeschiffene basaltische Yardang-Formationen, die von hohen Barchanen umschlossen werden. Auf den windexponierten Dachflächen des Plateaus dominieren unter den heutigen Klimabedingungen äolische Abtragungsprozesse. Durch den in der Region vorherrschenden Nordost-Passat, regional Harmattan genannt, wird feinkörniges Lockermaterial von den Dachflächen in die Vorländer des Plateaus transportiert und dort abgelagert, sodass die großen Sandwüsten entstehen konnten.
Das Klima in der Region des Plateaus ist hyperarid mit Niederschlagsmengen von etwa 20 bis 50 mm im Jahr. Die durchschnittlichen Tagestemperaturen in der Region reichen von 25°C im Dezember bis 35 °C im Hochsommer, mit mittäglichen Spitzen von über 50 °C. Die Vegetation beschränkt sich auf Gegenden mit oberflächennahen Grundwasserführenden Gesteinsformationen, die eine spärliche Flora in den Enneris ermöglichen, und auf die sich um das Plateau gruppierenden Oasen, ansonsten ist das Plateau vegetationsfrei.
Die Region um das Plateau weist eine lange Besiedlungsgeschichte auf, sie lässt sich bis in das afrikanische Middle Stone Age zurückverfolgen. Es wurden in den Enneris des Plateaus zahlreiche Artefakte und Petroglyphen aufgefunden, deren Alter auf einen Zeitraum von 100.000 bis 2000 Jahre datiert werden konnten. Die heutigen Siedlungen beschränken sich auf die Oasen Chirfa, Djaba, Orida, Séguédine und Yaba, die in der Verwaltungsstruktur der Landgemeinde Djado zusammengefasst wurden. Zehn Kilometer nordöstlich von Chirfa befindet sich die seit 2006 auf der Vorschlagsliste Nigers zur Aufnahme in die UNESCO-Welterbeliste gehörende Ruinen des Plateau et Fortin du Djado. Die Bevölkerung in den Oasen besteht größtenteils aus Angehörigen des Volkes der Tubu.